# Yvert et Tellier
Yvert et Tellier ist ein Briefmarkenhändler und ein philatelistischer Verlag, der im Jahr 1895 in Nordfrankreich in Amiens gegründet wurde, wo sich der Hauptsitz des Unternehmens noch heute befindet. Das Firmenlogo, bestehend aus einem Kreis mit einer Schneeflocke und einer lächelnden Sonne, nimmt Bezug auf ein Wortspiel für den Firmennamen, der so ähnlich klingt wie: hiver, été liés („Winter, Sommer zusammen“).
Eugène Yvert gründete die Firma 1831 als einen Zeitungsverlag. Der Wechsel hin zur Philatelie wurde 1895 durch seinen Enkel Louis Yvert und seinen Chefdrucker Théodule Tellier vollzogen. Heute wird die Firma immer noch durch die Familie Yvert geleitet.

## Produkte

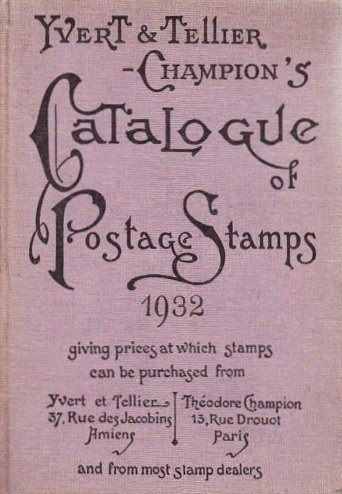
Yvert & Tellier Briefmarkenkatalog von 1932

Das Hauptprodukt der Firma sind ihre Briefmarkenkataloge für jene Länder, die von französischen Philatelisten häufig gesammelt werden: Frankreich, Andorra, Monaco und die früheren französischen Kolonien mit deren Nachfolgestaaten. In Frankreich gehört Yvert et Tellier neben Cérès und Dallay zu den wichtigsten philatelistischen Katalogen.
Basierend auf einer alten Zusammenarbeit von Louis Yvert und Théodore Champion veröffentlichen sie die monatlich erscheinende Zeitschrift Ancienne Maison Théodore Champion über Briefmarken aus aller Welt.
Der Yvert-Katalog, kurz als „Yvert & Tellier“, ist – wie der Michel-Katalog in Deutschland, der Scott-Katalog in den USA und der Stanley Gibbons Katalog in Großbritannien –  ein Katalog mit internationaler Verzeichnisbreite. Er umfasst, heute mit Farbabbildungen, Briefmarken aus allen Ländern, die innerhalb der Länder durchnummeriert und mit Wertangaben versehen sind. Die Kataloge für nicht-europäische Länder sind alphabetisch nach Ländernamen aufgebaut, wohingegen die Michel-Kataloge nach geografischen Kriterien gegliedert sind.

## Geschichte

### Entstehung und Entwicklung
In den 1890er-Jahren in Amiens war die Druckerei der Yvert Familie im Besitz von Louis Yvert, dem Enkel des Gründers, und seinem Druckleiter Théodule Tellier. Nach dem frühen Tod von Louis’ Vater hielt Tellier den Betrieb weiterhin am Leben. Louis wollte nicht die Verantwortung für die Zeitung seines Vaters, dem L’Écho de la Somme übernehmen. Dank Tellier, einem Philatelisten, der bereits die philatelistische Zeitschrift mit dem Namen L’Écho de la timbrologie herausbrachte, entdeckte er das Briefmarkensammeln für sich.
1895 begannen Yvert und Tellier philatelistische Literatur herauszubringen. Im November 1896 veröffentlichten sie einen Briefmarkenkatalog mit weltweiter Abdeckung und brachten ein Briefmarkenalbum heraus. Im Gegensatz zu anderen Katalogen auf dem Markt, die ihre Nummerierung mit neu entdeckten Marken immer wieder änderten, legten Yvert und Tellier ihrem Katalog ein logisches Nummerierungssystems zu Grunde, das sich als sehr erfolgreich erwies und dem Katalog große Anerkennung sicherte.
Ab 1900 arbeitete Yvert et Tellier mit Théodore Champion zusammen, der mit Briefmarken aus der ganzen Welt handelte. Er legte Preise fest für die Briefmarken, die er in seiner Handlung verkaufte. Nach Champions Tod im Jahr 1955 kaufte Pierre Yvert mit seinen Brüdern Ladislas und Alexandre Varga Champions Firma und führten sie fort. So konnten sie auch weiterhin Einfluss auf die Verkaufs- und Katalogpreise nehmen.
Im April 1913 verkaufte Tellier, wegen des Todes seines Enkels, seinen Firmenanteil an Louis Yvert, der in Erinnerung an ihre gemeinsame Freundschaft den Firmennamen Yvert et Tellier beibehielt.
Während der 1920er und 1930er Jahre stiegen allmählich seine zwei Söhne und sein Schwiegersohn in die Firma ein. Henri war für die Druckerei verantwortlich und sein Bruder Pierre übernahm die Verantwortung für die Zeitschrift L’Écho de la timbrologie. Jean Gervais kümmerte sich um den Verlag.
Die Enkel von Pierre Yvert und Jean Gervais führen die Firma seit den 1990er Jahren weiter.

### Neuere Entwicklungen
Im Jahr 2001 erschien der Dallay-Katalog, was große Auswirkungen in dem Bereich hatte. Dort gibt es große Abbildungen und Informationen, die nicht im Yvert et Tellier Katalog enthalten waren, wie die Namen der Briefmarkenkünstler, Erstausgabedatum, Verwendungsdauer etc. Yvert kämpft nun an zwei Fronten. Das Briefmarkennummerierungssystem wurde erfolgreich verteidigt und es kam eine kostenlose CD-ROM mit ihrem französischen Katalog heraus. Yvert war nach einer juristischen Auseinandersetzung bereit das Nummerierungssystem an andere Verleger weiterzuverkaufen.
Im Juni 2006 veröffentlichte Yvert et Tellier einen neuen Katalog für französische Briefmarken, der als günstigere Taschenbuchausgabe nur Bilder und Preise der Marken enthielt und damit dem Katalog von Cérès, dem zweiten großen philatelistischen Verleger in Frankreich, entsprach.

### Stammbaum der Yvert Familie
Die Yvert Druckerei und der Yvert et Tellier Verlag war meist in der Hand der Yvert Familie. Der Stammbaum listet diejenigen Familienmitglieder auf, die das Unternehmen seit dem 19. Jahrhundert führten.
- Eugène Yvert (circa 1794–1878), Journalist, Gründer der Druckerei in Amiens.
  - Henry Yvert (starb 1885), Firmeninhaber ab 1870, ebenfalls Journalist.
    - Louis Yvert (1866–1950), Gründungspartner des Yvert et Tellier Katalogs mit Théodule Tellier.
      - Henri Yvert (starb 1956), Manager der Druckerei.
      - Jeanne Yvert
heiratete Jean Gervais (starb 1974), einen Arzt, war dann Manager des Yvert et Tellier Verlags.
        - Jacques Gervais, Chief Executive Officer von Yvert et Tellier.
          - Benoît Gervais, Nachfolger seines Vaters im Jahr 1993.[1]

      - Pierre Yvert (1900–1964), Manager des L’Écho de la timbrologie Magazines.
        - Jean Yvert, Nachfolger seines Vaters und Manager der Druckerei.
          - Christophe Yvert, Manager der Druckerei.[2]